# سیموندزبری
سیموندزبری (به انگلیسی: Symondsbury) یک روستا و محله مدنی در بریتانیا است که در West Dorset واقع شده‌است. سیموندزبری ۱٬۰۵۹ نفر جمعیت دارد.